# Joachim Kaps (Verleger)
Joachim Kaps (* 1964) ist ein deutscher Verleger. Seit Beginn seiner Mitarbeit im Carlsen-Verlag war er im Manga-Bereich tätig, wie auch später als Geschäftsführer von Tokyopop Deutschland und Gründer und Geschäftsführer des Hamburger Verlags Altraverse.

## Werdegang und Tätigkeiten
Joachim Kaps studierte Europäische Kulturwissenschaften, Neue Deutsche Literatur und Grafikdesign in Marburg und promovierte. Nach seiner Promotion arbeitete er zunächst als wissenschaftlicher Mitarbeiter, entschied sich jedoch später für einen Wechsel in die Comic-Branche. Anfangs arbeitete er bei einem kleinen Verlag in Hagen, der ein Fachmagazin für Comics herausgab.
Seine Karriere begann er 1996 als Redakteur beim Carlsen Verlag, wo er bis zum Chefredakteur (1998) und Verlagsleiter des Geschäftsbereichs Comics aufstieg (ab 2001). Über seine Zeit beim Carlsen Verlag schrieb Neues aus Japan: „Unter seiner Federführung wurden zahlreiche erfolgreiche Manga-Serien in Deutschland eingeführt, darunter Dragon Ball, One Piece, Neon Genesis Evangelion oder Angel Sanctuary.“
Anschließend war er ab 2004 Geschäftsführer der deutschen Niederlassung von Tokyopop, einem Verlag mit Fokus auf Manga. Ende 2016 trat Joachim Kaps als Leiter des Verlags zurück. Zu diesem Zeitpunkt war Tokyopop mit 33 % Marktanteil der größte Verlag im Manga-Segment in Deutschland.
Im Jahr 2017 gründete Kaps den Manga-Verlag Altraverse in Hamburg. Er begründete die Entscheidung zur Gründung des eigenen Verlags so: „Nachdem ich zweimal für Verlage das Manga-Geschäft erfolgreich aufgebaut hatte, wollte ich machen, was ich will“. Der Verlag startete sein Programm im April 2018 und veröffentlichte zunächst lizenzierte Titel. Bereits im Oktober desselben Jahres erschien mit Eislicht von Anike Hage die erste Eigenproduktion. Bis 2023 nahm Altraverse insgesamt 13 deutsche Zeichner unter Vertrag und erweiterte sein Portfolio kontinuierlich. Neben Büchern produziert der Verlag auch Merchandising-Artikel wie Kissen, Acrylaufsteller und Sonderausgaben mit Extras.
Kaps setzt sich für die Förderung deutschsprachiger Künstler ein und betont die Bedeutung fairer Arbeitsbedingungen. Er betrachtet die Zusammenarbeit mit lokalen Künstlern als Bereicherung und sieht in der Entwicklung von Eigenproduktionen eine Chance, den Markt zu diversifizieren. Darüber hinaus engagiert sich Kaps in der Organisation des „Manga Day“, einem jährlichen Event, bei dem Leseproben verteilt werden, um neue Leser zu gewinnen und die Sichtbarkeit des Mediums zu erhöhen. Joachim Kaps beteiligte sich an der Gründung der Interessengruppe „Comic & Co.“ im Jahr 2024.